# اندیس خاور رودخانه مکی
خاور رودخانه مکی یک اندیس فلزی است که در حوالی شهر چانف استان سیستان و بلوچستان قرار دارد و مادهٔ معدنی موجود در آن، منگنز است. سنگ میزبان این اندیس سیلت و ماسه سنگ و اسلیت و سنگ آهک است و دیرینگی آن به دوران کرتاسه می‌رسد.